# 小赫法茨山

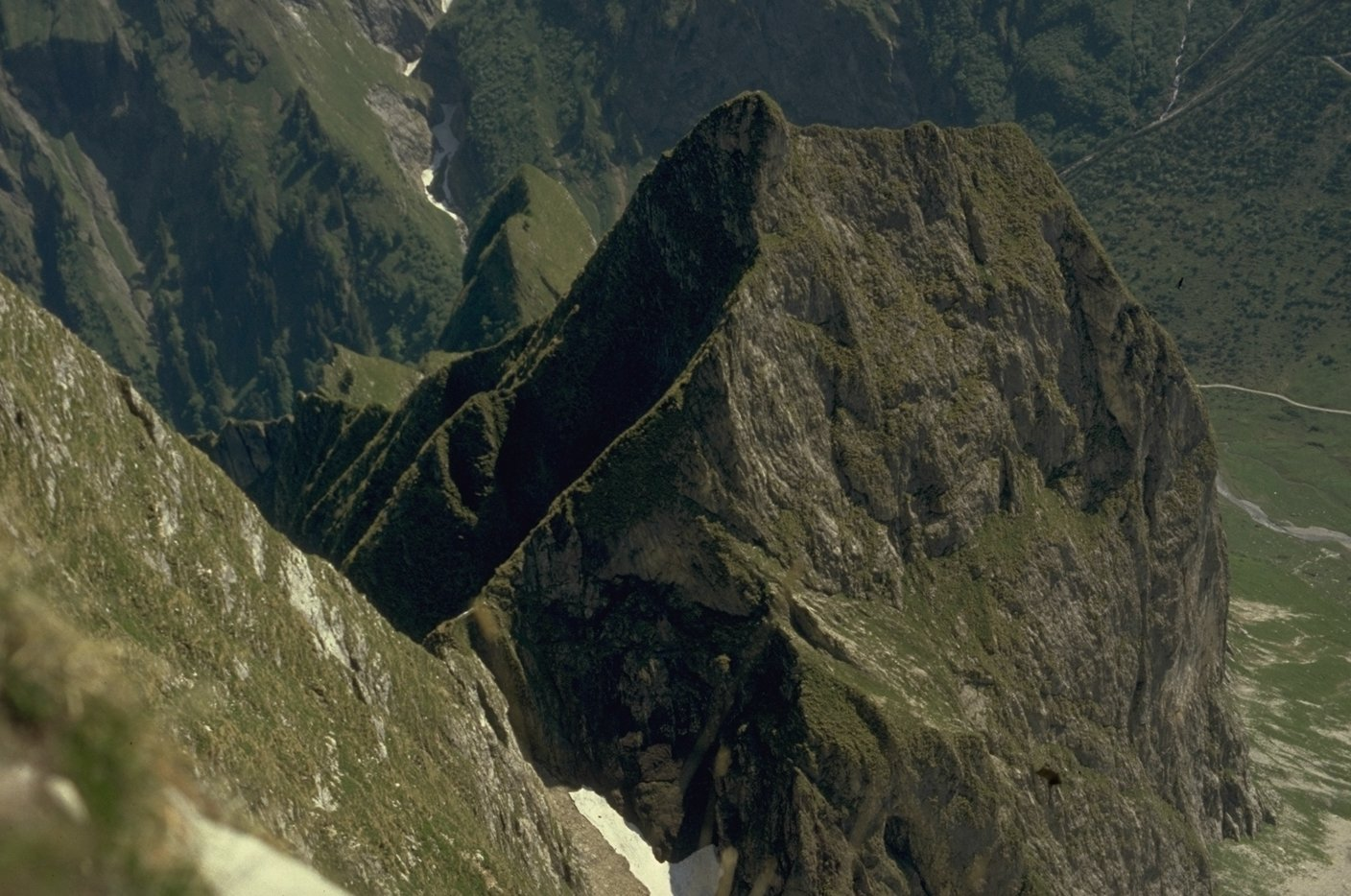

47°22′0″N 10°21′16″E / 47.36667°N 10.35444°E
小赫法茨山（德語：Kleine Höfats），是德國的山峰，位於該國東南部，由巴伐利亞負責管轄，屬於阿爾高阿爾卑斯山脈的一部分，距離赫法茨山0.2公里，海拔高度2,073米。